# 주제중심언어
주제중심언어(主題中心言語, 영어: topic-prominent language)는 언어학에서, 문장의 주제(화제)가 통사론적으로 정해져서 명시적으로 드러나며 이에 비해 주어는 중시되지 않는 언어를 이르는 용어이다. 대표적으로 한국어, 일본어, 중국어, 인도네시아어, 자와어 등 동아시아 지역의 여러 언어들이 이에 해당된다.
주제중심언어는 1976년 언어학자 찰스 리(Charles N. Li)와 산드라 톰슨(Sandra Thompson)이 제안한 개념으로, 이들은 주제중심성(영어: topic-prominence)과 주어중심성(영어: subject-prominence)의 유무로 세계의 언어를 네 가지로 분류하였다. 이들은 주제중심언어로 중국어, 라후어, 리수어 등을, 주어중심언어로 인도유럽어, 니제르콩고어, 핀우그리아어 등을, 주제와 주어가 모두 중심인 언어로 한국어와 일본어 등을, 주제와 주어 모두 중심이 아닌 언어로 타갈로그어와 일로카노어 등을 제시하였다. 한국어와 일본어는 주격중출이 일어날 때처럼 주제와 주어를 표시하는 조사가 같이 쓰이는 경우가 있으므로, 주제와 주어가 모두 중심이 된다고 보았다.
주제는 한국어처럼 보조사 ‘은/는’으로 표시되거나 중국어, 자와어 등처럼 어순 상 문두에 표시되는 경우가 있는데, 겉보기상 주어와 구별하기 어려운 경우가 많다. 이와는 반대로 영어 등 많은 인도유럽어는 주어가 명확히 드러나고 반대로 주제는 문법적으로 드러나지 않아, 주어중심언어(영어: subject-prominent language)라고 할 수 있다. 주제중심언어의 특징은 다음과 같다.
- 일반적으로 주어를 드러낼 필요가 없고[4], 동사의 인칭 변화에서 영어의 “It rains.”와 같은 비인칭주어 또는 비인칭동사(impersonal verb)형태가 없는 것.
- 한국어에서 “코끼리는 코가 길다.”라고 할 때처럼 주어 중출 형태가 문법적으로 나타날 수 있는 것.
- 요리를 주문할 때 “저는 구운 거요.”[5]라고 할 때처럼 주제와 주어가 다르게 고려되지 않아서 주격 우세 언어로 직역할 때 의미를 제대로 전달하기 힘든 구문이 있는 것.

주어중심언어에도 어순이나 정황을 통해 표시를 하거나, ‘은/는’에 해당하는 조사를 사용하는 등 나름대로 주제를 강조하는 방법이 있을 수 있다. 또 주어중심언어라도 의미상의 주어와 형식상의 주어가 다른 경우도 많다. 영어에서 자주 발생하는 가주어-진주어 구문이 좋은 예이다.